# ویرجین مدیا او۲
ویرجین مدیا او۲ (انگلیسی: Virgin Media O2) شرکت مخابرات بریتانیایی است، که در سال ۲۰۲۱ تأسیس شد.